# Hongguang-kejsaren
Hongguang-kejsaren (弘光帝; Hóngguāng dì), personnamn Zhu Yousong (朱由崧; Zhū Yóusōng), död 1646, var den första kejsaren i den kinesiska Södra Mingdynastin och regerade 1644 till 1645.
Som ung var Zhu Yousong Prinsen av Dechang, och 1642 alt 1643 ärvde han titeln Prinsen av Fu av sin far Zhu Changxun. I april 1644 begick Mingdynastins sista kejsar Chongzhen självmord, och Mingdynastin föll kort därefter till Qingdynastin i samband med Slaget om Shanhaiguan. Zhu Yousong, var kusin till kejsar Chongzhen, och barnbarn till kejsar Wanli. I konkurrens med den högre meriterade Prinsen av Luh tillsates på grund av starkare stöd Zhu Yousong som kejsar Hongguang 19 juni 1644 i Nanjing.
I maj 1645 attackerade Qingdynasins trupper Yangzhou norr om Nanjing. Slaget kom att kallas "Tiodagars-massakern i Yangzhou", och följdes av att Qingtrupperna korsade Yangtzefloden och intog Nanjing. Hongguang-kejsare flydde till Wuhu i Anhui, men tillfångatogs i juni och fördes till Peking där han avrättades 1646. Han fick det postuma tempelnamnet Anzong (安宗).

## Regeringsperioder
- Hongguang (弘光), 1645[1]